# Zápach z úst

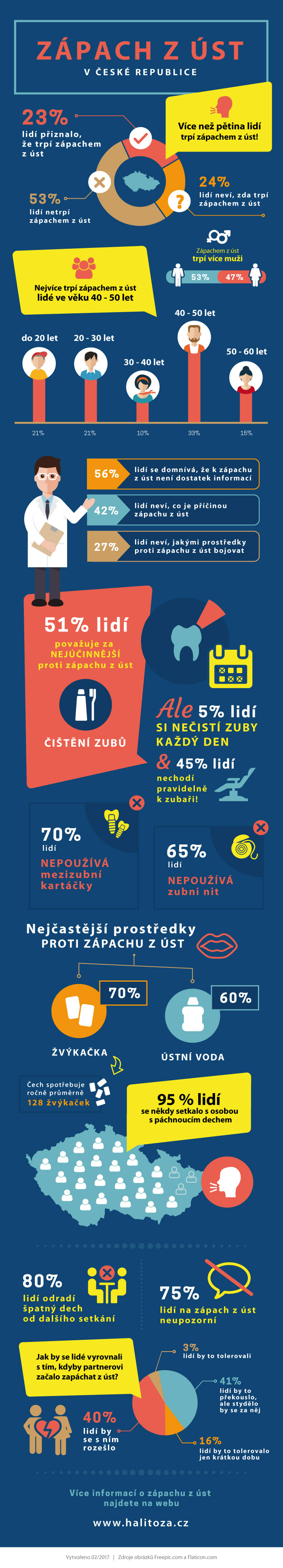
Statistiky zápachu z úst v České republice

Zápach z úst, páchnoucí dech, ústní zápach nebo i špatný dech (lat.: foetor ex ore) či halitóza (z anglického halitosis) jsou termíny používané na popis nepříjemných zápachů z lidského dechu.
Přechodný špatný dech je častým dočasným stavem způsobený příčinami jako sucho v ústech, stres, hlad, konzumace určitých jídel jako česnek a cibule, kouření a špatná péče o zuby. Způsobují ho také bakterie na jazyku, zubní kaz, deprese, žaludeční potíže, dvanáctníkové vředy, záněty jícnu, onemocnění dýchacího ústrojí, avitaminózy či onemocnění ledvin a jater. Zápach z úst lze diagnostikovat také po léčbě u onkologicky nemocných.
Patofyzilogie
Samotný zápach způsobují nejčastěji produkty bakteriální aktivity v dutině ústní. Jde o produkty při zpracování proteinů anaerobními bakteriemi (zejména G- anaerobní bakterie, které kolonizují dorzum u kořene jazyka).

## Zápach z úst v České republice
Dle průzkumů trpí zápachem z úst téměř pětina Čechů. Přiznali to lidé ze všech věkových kategorií, nejvíce jich ale je ve věku 40 až 50 let. Nicméně čtvrtina Čechů neví, zda tímto problémem trpí. Za nejúčinnější metodu proti zápachu z úst považují čištění zubů a ústní vodu, ovšem 5 % přiznalo, že si zuby nečistí každý den, a 45 % nenavštěvuje pravidelně zubaře. Pro zlepšení dechu nejčastěji sáhnou po žvýkačce, většina Čechů žvýká jednu žvýkačku denně. Průměrná roční spotřeba žvýkaček v ČR je 128 na osobu. Téměř každý Čech se již někdy setkal s osobou, které páchne z úst, ale upozornit na tento problém dokázala pouze čtvrtina. Většinu lidí odradí páchnoucí dech od dalšího kontaktu s člověkem, i když se mu zdál při prvním setkání sympatický, a skoro polovina Čechů by nechtěla dále žít s partnerem, kterému by začalo zapáchat z úst.